# Dìdi
Dìdi (en chino: 弟弟; traducción: Hermano menor) es una película de comedia dramática sobre la mayoría de edad estadounidense de 2024, escrita, dirigida y producida por Sean Wang en su debut como director. La película está protagonizada por Izaac Wang y Joan Chen.
Dìdi tuvo su estreno mundial en el Festival de Cine de Sundance de 2024 el 19 de enero de 2024, donde ganó el Premio del Público al mejor Drama estadounidense y el Premio Especial del Jurado de Drama estadounidense al mejor Reparto. Fue lanzado en Estados Unidos por Focus Features el 26 de julio de 2024. Recibió críticas positivas y fue nombrada una de las 10 mejores películas independientes de 2024 por la National Board of Review.

## Trama
En el verano de 2008, Chris Wang (a menudo llamado Dì Di), de 14 años, vive en un barrio de clase media de Fremont, California, con su madre Chungsing, inmigrante taiwanesa, su exigente suegra Nǎi Nai y su hermana mayor Vivian. Chris apenas ve a su padre, que ha vuelto a Taiwán por motivos de trabajo y mantiene a la familia en Estados Unidos con remesas. Chris discute constantemente con Vivian, que está a punto de irse a la Universidad de San Diego. No es uno de los chicos populares del colegio. Hace vídeos tontos en YouTube con sus mejores amigos Fahad y Soup, que incorporan una gran dosis de humor juvenil.
El comportamiento de Chris y sus sentimientos de inadecuación empiezan a tensar sus relaciones. Chris utiliza AIM y Facebook para entablar amistad con Madi, una chica medio asiática que le gusta. Cuando tienen una cita, ella revela un racismo interiorizado y le dice a Chris que es atractivo «para ser asiático». Ella intenta iniciar un encuentro sexual, pero Chris está demasiado nervioso para continuar. Aunque Madi intenta acercarse a él después del incidente, él se siente demasiado avergonzado para hablar con ella y la bloquea en AIM. Durante una reunión de grupo con Fahad, Chris disgusta a la afroamericana enamorada de Fahad al soltar un chiste misógino y describir escabrosamente cómo él y Fahad jugaron una vez con una ardilla muerta. Fahad decide distanciarse de Chris para que su enamorada no se dé cuenta de que el sentido del humor de Fahad es igual de inmaduro. Cuando Fahad lo elimina de su lista de «ocho mejores amigos» en MySpace, Chris se queda destrozado.
Chris empieza a darse cuenta de que su madre está sometida a un gran estrés. Chungsing y Chris cenan con otra madre taiwanesa y su hijo, Max. La madre hace que Chungsing se avergüence de quse Vivian no haya entrado en Berkeley o Los Ángeles. Chungsing critica los estudios de Chris delante de Max, con la esperanza de que la humillación le motive a estudiar más. Por sugerencia de la madre, Chungsing envía a Chris a una escuela de cram, donde Josh, el amigo de Max, lo acosa sin piedad. Además, aunque Nǎi Nai se muestra cariñosa y abuelita con Chris, critica duramente la crianza de Chungsing y la compara negativamente con su hijo ausente. Chris oye por casualidad que Chungsing pierde los nervios y amenaza con enviar a Nǎi Nai de vuelta a Taiwán. Finalmente, Chungsing se decepciona cuando un concurso de pintura local rechaza su propuesta.
Chris ve la oportunidad de convertirse en alguien guay cuando un trío de skaters mayores le recluta para que filme para ellos sus mejores momentos. Aún dolido por el comentario de Madi de que es guapo para ser asiático, les dice a los skaters (que son blancos y afroamericanos) que es medio asiático. Le llevan a una fiesta donde prueba el alcohol y la marihuana; cuando enferma, Vivian le cubre. Se reconcilia con Vivian antes de que ella se marche a la universidad. Los skaters visitan la casa de Chris y encuentran sus grabaciones inservibles. Chungsing, que desconoce el engaño de Chris, saluda a los skaters y les revela que Chris no es medio asiático. Chris reprende airadamente a su madre para que se marche. Los demás chicos se quedan estupefactos al ver cómo Chris trata a su madre con rudeza y se marchan en señal de desaprobación.
En el internado, Chris golpea a Josh después de que éste se burle de él por su fallida cita con Madi, y casi es expulsado. En el coche de vuelta a casa, Chris le grita a Chungsing, llamándola artista fracasada que no contribuye a la familia. Chungsing responde amargamente que Chris es una vergüenza para la familia y que ella podría haber sido una pintora de éxito si Vivian y Chris no hubieran nacido. Chris se escapa de casa por una noche. Cuando Chris vuelve a casa, Chungsing lo concilia contándole que Vivian también se escapó de casa cuando tenía 14 años y que, por mucho que le guste pintar, sus hijos son su verdadero sueño.
El primer día de instituto, Chris intenta reconciliarse con Madi tras meses de ignorarla. Ella le rechaza alegando que pegó a su amigo Josh. Chris se une a un club de artes visuales y Fahad le saluda con la cabeza. Chungsing recoge a Chris de la escuela y él le cuenta su día.

## Reparto
- Izaac Wang como Chris «Dìdi» Wang
- Joan Chen como Chungsing Wang
- Shirley Chen como Vivian Wang
- Chang Li Hua como Nǎi Nai
- Mahaela Park como Madi
- Raul Dial como Fahad Mahmood
- Aaron Chang como Jimmy «Soup» Kim
- Chiron Denk como Donovan
- Sunil Maurillo como Cory
- Montay Boseman como Nugget
- Alysha Syed como Jade
- Alaysia Simmons como Ellie
- Georgie August como Georgia
- Jayden Chiang como Max
- Joziah Lagonoy como Josh
- Spike Jonze como Ardilla Muerta (voz)
- Sheng Wang como Pez Muerto (voz)
- Stephanie Hsu como Instructora de Besos.

## Recepción

### Recepción crítica
En Rotten Tomatoes, el 96% de las 122 reseñas de críticos son positivas, con una nota media de 7,9/10. El consenso de la web es el siguiente: "Dìdi, una carta de amor semiautobiográfica a la angustia adolescente que también es astutamente autocrítica, es una declaración personal profundamente conmovedora del guionista y director Sean Wang". Metacritic, que utiliza una media ponderada, asignó a la película una puntuación de 78 sobre 100, basada en 37 críticos, lo que indica críticas “generalmente favorables”.